# Sacheen Littlefeather
Sacheen Cruz Littlefeather (Salinas, 1946. november 14. – Novato, 2022. október 2.) amerikai színésznő, modell és indián polgárjogi aktivista volt. Littlefeather indián (apacs és yaqui) apától és fehér anyától született.  Az Alcatraz 1969-es elfoglalása idején bekapcsolódott az indián őslakosok aktivista közösségébe.
Littlefeather képviselte Marlon Brandót a 45. Oscar-díjátadón 1973-ban, ahol Brando nevében visszautasította a legjobb színésznek járó díjat, amelyet a Keresztapa című filmben nyújtott alakításáért kapott. A győzelemre esélyes Brando bojkottálta az ünnepséget, tiltakozásul az amerikai őslakosok hollywoodi megjelenítése ellen, és azért, hogy felhívja a figyelmet a Wounded Knee-i álláspontra. Beszéde alatt a közönség reakciója Brando bojkottjára a fújolás és a taps között oszlott meg.
Az Oscar-díjas beszéd után Littlefeather a hospice-ellátásban dolgozott. Folytatta aktivizmusát az egészségüggyel és az amerikai őslakosokkal kapcsolatos ügyekben, és filmeket készített az amerikai őslakosokról. 2022 júniusában az Akadémia bocsánatkérő nyilatkozatot küldött Littlefeathernek, amelyet szeptember 17-én az An Evening with Sacheen Littlefeather című rendezvényen teljes terjedelmében felolvastak.

## Élete
1946. november 14-én született Marie Louise Cruz néven a kaliforniai Salinasban. Édesanyja, Geroldine Marie Barnitz (1923-2009) francia, német és holland származású bőrvarrónő volt, aki a kaliforniai Santa Barbarában született és nőtt fel. Apja, a kaliforniai Oxnardban élő Manuel Ybarra Cruz (1922-1966) fehér hegyi apacs és yaqui származású volt.
1973 januárjában szerepelt a "Make-up for Minority Women" című műsorban, és "profi modellként' jellemezték.

## Egészségügyi problémái és halála
Az évek során Littlefeather beszámolt súlyos egészségügyi problémákkal kapcsolatos személyes tapasztalatairól, beleértve a belső vérzést, a tüdő összeomlását és a rákot. 4 éves korában gümőkórban szenvedett, és a kórházi kezelés alatt oxigénsátorban kapta a kezelést. Azt állította, hogy öngyilkos hajlamú volt, és egy évig elmegyógyintézetben feküdt. 1974-ben azt nyilatkozta, hogy Marlon Brando orvoshoz küldte, amikor nagy fájdalmai voltak, és segített neki felgyógyulni, ezért elmondta az Oscar-beszédet, hogy meghálálja neki.
29 éves korában összeomlott a tüdeje. Miután felépült, az Antioch Egyetemen holisztikus egészség és táplálkozás szakán szerzett diplomát, hangsúlyt fektetve az amerikai őslakosok gyógyászatára, amit a gyógyulásának köszönhetett. 1991-ben Littlefeather a hírek szerint radikális rákműtét után lábadozott. Egy 1999-es cikk szerint a kilencvenes évek elején vastagbélrákja volt.
2018-ban Littlefeather-nél 4. stádiumú mellrák alakult ki, ami annak a mellráknak a kiújulása, amelyről azt jelentették, hogy 2012-ben remisszióban volt. Egy 2021-es interjúban azt mondta, hogy a rák áttétes volt a jobb tüdejében, és hogy halálos beteg.
Littlefeather 2022. október 2-án, 75 éves korában hunyt el a kaliforniai Novatóban található otthonában.

## Filmográfia
| Év   | Magyar cím        | Eredeti cím                   | Szerep           | Megjegyzés              | Forr.  |
| ---- | ----------------- | ----------------------------- | ---------------- | ----------------------- | ------ |
| 1973 | A maffia ügyvédje | Il consigliori                | Maggie           | cameoszerep             | [ 18 ] |
| 1973 | A nevető rendőr   | The Laughing Policeman        | kisebb szerep    | stáblistán nem szerepel | [ 19 ] |
| 1974 | Zsarufrász        | Freebie and the Bean          | kisebb szerep    | stáblistán nem szerepel | [ 19 ] |
| 1974 |                   | The Trial of Billy Jack       | Patsy Littlejohn |                         | [ 20 ] |
| 1975 | Johnny Firecloud  | Johnny Firecloud              | Nenya            |                         | [ 21 ] |
| 1975 | Prériölyv         | Winterhawk                    | Pale Flower      |                         | [ 22 ] |
| 1978 |                   | Shoot the Sun Down            | Navajo nő        |                         | [ 23 ] |
| 2009 |                   | Reel Injun                    | önmaga           | dokumentumfilm          |        |
| 2018 |                   | Sacheen: Breaking the Silence | önmaga           | rövid dokumentumfilm    |        |